# Julia Richers
Julia Richers (* 1975 in Basel) ist eine Schweizer Historikerin. Ihre Schwerpunkte in Lehre und Forschung sind die Geschichte und Kultur der Juden Osteuropas sowie die Kulturgeschichte des Kosmos- und Raumfahrtfiebers in Osteuropa.

## Leben
Julia Richers studierte Osteuropäische Geschichte und Anglistik in Budapest und Basel. 2001 beendete sie ihr Studium mit der Lizentiatsarbeit Der Pester israelitische Frauenverein 1866–1914. Ein Beitrag zur jüdischen Frauen- und Geschlechtergeschichte aus kulturwissenschaftlicher Perspektive. Von 2001 bis 2010 war sie wissenschaftliche Assistentin am Lehrstuhl für Osteuropäische und Neuere Allgemeine Geschichte in Basel bei Heiko Haumann.
2005 wurde sie promoviert. Für ihre Doktorarbeit Jüdisches Budapest. Kulturelle Topographien einer Stadtgemeinde im 19. Jahrhundert, die «nicht nur eine grosse Forschungslücke» schliesst, sondern «auch der Stadtgeschichte neue Perspektiven» eröffnet, erhielt sie 2006 den Preis Dies Academicus der Philosophisch-Historischen Fakultät der Universität Basel. 2013 beendete Julia Richers ihr vom Schweizerischen Nationalfonds gefördertes Habilitationsprojekt zum Thema Kosmos- und Raumfahrtfieber in der Sowjetunion zwischen Technikkult und sozialen Utopien und erhielt die Venia legendi.
Im Januar 2013 organisierte und leitete sie zusammen unter anderen mit Carmen Scheide die internationale Konferenz Pop-Up Culture. Popular and Mass Culture in Late Soviet Society an der Universität Basel.
Im Februar 2013 trat Julia Richers die Dozentur für Geschichte Osteuropas an der Universität Bern an. Unter anderem koordiniert sie das Studienprogramm der Osteuropastudien Bern-Fribourg. Ferner ist sie wissenschaftliche Mitarbeiterin im Projekt «Kosmos- und Raumfahrtfieber» an der Universität Basel.
Seit 2015 ist sie ordentliche Professorin für Neueste Allgemeine und Osteuropäische Geschichte an der Universität Bern.

## Schriften (Auswahl)
- mit Heiko Haumann, Erik Petry (Hrsg.): Orte der Erinnerung. Menschen und Schauplätze in der Grenzregion Basel 1933–1945, Christoph Merian Verlag, Basel 2008, ISBN 978-3-85616-364-8.
- Jüdisches Budapest. Kulturelle Topographien einer Stadtgemeinde im 19. Jahrhundert (= Lebenswelten osteuropäischer Juden, Bd. 12), Böhlau Verlag, Köln 2009, ISBN 978-3-412-20471-6.[3]
- mit Eva Maurer, Monica Rüthers, Carmen Scheide (Hrsg.): Soviet Space Culture. Cosmic Enthusiasm in Socialist Societies, Palgrave, New York 2011, ISBN 978-0-230-27435-8.
- Welt-Raum. Die Sowjetunion im Orbit. In: Martin Aust (Hrsg.): Globalisierung imperial und sozialistisch. Russland und die Sowjetunion in der Globalgeschichte 1851–1991, Campus-Verlag, Frankfurt am Main/New York 2013, ISBN 978-3-593-39850-1, S. 400–424.[4]

## Herausgeberschaft
- Mitherausgeberin der Buchreihe: "Berner Forschungen zur Neuesten Allgemeinen und Schweizer Geschichte", Band 15, Verlag Traugott Bautz, Nordhausen 2016, ISBN 978-3-95948-186-1